# Guy Bäckman
Guy Mikael Bäckman, född 6 april 1940 i Nagu, död 20 februari 2021 i Åbo, var en finländsk samhällsvetare.
Bäckman avlade politices doktorsexamen 1969 vid Helsingfors universitet. Han arbetade 1967–1969 vid Statistiska centralbyrån, var 1970–1976 överlärare i socialpolitik vid Svenska social- och kommunalhögskolan samt utnämndes 1976 till professor i socialpolitik vid Åbo Akademi.
Bäckman har som forskare intresserat sig främst för hälso- och sjukvårdsrelaterade frågor. Bland hans arbeten märks Työikäiset miehet sairaalapalvelusten kuluttajina (1969), Psychosocial environment and health (1984), Yksilö, lähiympäristö ja terveys (1987, svensk översattning Individ, närmiljö och hälsa, 1991) och The enigma of health: The case of Japan (1999). 